# Heinz von Allmen
Heinz von Allmen (* 10. August 1913; † 11. November 2003 in Lauterbrunnen) war ein Schweizer Skirennfahrer und mehrfacher Medaillengewinner bei alpinen Skiweltmeisterschaften in den 1930er Jahren. Während seiner aktiven Zeit von 1933 bis 1943 zählte er zu den besten alpinen Skiläufern und auch zu den besten nordischen Skisportlern der Schweiz.

## Biografie
Als ältester von fünf Brüdern aus dem Berner Oberland kam Heinz von Allmen bereits sehr früh mit dem Skisport in Berührung und nutzte selbst die alltägliche Arbeit zu Trainingszwecken. So erarbeitete er sich seine Grundkondition jahrelang bei allerhärtester körperlicher Arbeit, indem er Heuballen auf die Mettlenalp trug und per Schlitten nach Wengen transportierte. Während seines Militärdienstes gehörte er zur Aufklärungspatrouille des um sieben Jahre jüngeren Unteroffiziers Karl Molitor und nützte auch hier seine militärischen Einsätze in den Walliser Alpen als Trainingsläufe für den alpinen wie auch nordischen Skisport. Privat gehörte Heinz von Allmen bereits seit seiner Jugend dem Skiclub Wengen an. Dort trainierte er Langlauf und Slalom, nach der Nachmittagsskischule auch Abfahrt und Skispringen. Aufgrund dieser vielseitigen Orientierung wurde er einer der besten Viererkombinierer (frühe gemischte Form der Alpinen und Nordischen Kombination) seiner Zeit.
Seine ersten Erfolge feierte er 1933 mit den Siegen in Abfahrt, Slalom und Alpiner Kombination in der Juniorenklasse an den Schweizer Meisterschaften sowie dem überraschenden ersten grossen Sieg beim März-Skirennen in Wengen vor dem Kitzbüheler Leo Gasperl und dem zweiten Rang in der zu den Arlberg-Kandahar-Rennen zählenden Abfahrt von Mürren. Der schnelle Aufstieg des Oberländers ging auch im Jahr 1934 ungebrochen weiter, wobei von Allmen die Fachwelt nicht nur im alpinen, sondern durch seine Zähigkeit im Skilanglauf sowie durch seine stilistisch einwandfreie Haltung im Sprunglauf auch im nordischen Bereich überzeugte. Heinz von Allmen gewann in diesem Jahr den ersten Grand Prix von Megève und die Viererkombination bei den französischen Meisterschaften. Beim Arlberg-Kandahar-Rennen in St. Anton am Arlberg belegte er jeweils den zweiten und bei den FIS-Rennen in St. Moritz jeweils den dritten Rang im Abfahrtslauf und der alpinen Kombination. Bei dem später zu den Skiweltmeisterschaften erklärten FIS-Rennen in Mürren gewann er im Februar 1934 im Abfahrtslauf die Bronzemedaille hinter seinem Landsmann David Zogg und dem späteren deutschen Olympiasieger Franz Pfnür. Seine zweite Medaille holte er sich in der Kombination, wo er sich erneut hinter Zogg und Pfnür an dritter Steller positionieren konnte. Im Jahr 1935 musste von Allmen jegliche sportliche Betätigung aufgrund eines Beinbruchs ruhen lassen.
Zum Saisonauftakt 1936 gewann er überzeugend vor den Weltmeistern Rudolf Rominger und Émile Allais den Grand Prix von Megève und zählte damit auch zu den Favoriten bei den bevorstehenden Grossereignissen. An den Olympischen Spielen durfte er jedoch wegen seiner Tätigkeit als Skilehrer, die er nebenher betrieb, nicht teilnehmen. Dafür hielt er sich mit der Silbermedaille in der Alpinen Kombination hinter Rominger und dem dritten Rang im Abfahrtslauf bei den alpinen Skiweltmeisterschaften in Innsbruck schadlos. Im selben Jahr belegte von Allmen auch den zweiten Rang in Abfahrt, Slalom und Kombination bei den Arlberg-Kandahar-Rennen in St. Anton und den zweiten Rang in der Viererkombination in Davos. Im darauf folgenden Jahr wurde er Schweizer Abfahrtsmeister in Les Diablerets mit neun Sekunden Vorsprung auf Willy Steuri, Schweizer Skimeister in der Viererkombination und gewann vor Rominger erneut die Kombination im Wengener März-Skirennen.
1938 blieb er noch in der Viererkombination bei den französischen Meisterschaften erfolgreich, hegte aber gemeinsam mit seinem jüngeren Bruder Otto (* 1920), der ebenfalls ein erfolgreicher Skiläufer und Skilangläufer war, bereits Ausreisegedanken in die USA. 1939 wanderten beide Brüder in die Staaten aus, verdienten sich als Skilehrer und starteten nebenbei noch bei diversen Skirennen in den USA und in Kanada. So gewann Heinz von Allmen den Abfahrtslauf und die Kombination beim kanadischen Québec-Kandahar in Saint-Sauveur. Bereits nach wenigen Monaten kehrten beide wieder in die Schweiz zurück und setzten ihre Karriere als Skiläufer fort. Otto von Allmen wanderte einige Jahre später endgültig in die USA aus und verstarb dort im Jahr 1989.
1940 gewann Heinz von Allmen die Viererkombination im Gstaader Wispillenrennen und auch das Diavolezza-Rennen vor Rudolf Rominger. 1941 feierte er als erster Berner Oberländer den Sieg am Parsenn-Derby und gehörte neben Willy Bernath, Robert Zurbriggen und Hans Schoch der erfolgreichen Schweizer Militärpatrouillenstaffel bei den Weltmeisterschaften im italienischen Cortina d’Ampezzo an, die jedoch 1946 von der FIS rückwirkend annulliert wurde. In den folgenden Jahren pausierte das Renngeschehen im alpinen Skisport aufgrund der Ereignisse des Zweiten Weltkriegs, wodurch von Allmen und den übrigen Schweizern jegliche internationale Konkurrenz abhandenkam. Bei den Schweizer Meisterschaften 1942 in Grindelwald wurde er, obwohl er in Abfahrt und Langlauf gewonnen und im Slalom den zweiten Platz belegt hatte, zu seiner Enttäuschung nur Vizemeister in der Viererkombination hinter seinem Bruder Otto. Als sich nach dem Zweiten Weltkrieg wieder langsam ein internationales Renngeschehen etablierte, nahm Heinz von Allmen an keinen grösseren Rennen mehr teil. Einzig bei oberländischen und Schweizer Skilehrermeisterschaften blieb er noch bis in sein fünftes Lebensjahrzehnt aktiv. Sein Hauptaugenmerk galt zu jener Zeit jedoch bereits seinen beruflichen Tätigkeiten als Skischulleiter, Bergführer und Tennistrainer. Sein allerletztes Skirennen überhaupt bestritt er 1979 als 66-Jähriger beim sogenannten «Inferno-Rennen» in Mürren.
Heinz von Allmen war verheiratet und Vater einer Tochter (Susanne). Nach dem Tode seiner Frau im Jahr 1993 zog sich der ehemalige Skistar immer mehr zurück. 2003 kam er schliesslich in das Altersheim Lauterbrunnen, wo er auch die letzten Monate seines Lebens verbrachte und im Alter von 90 Jahren verstarb.

## Erfolge

### Weltmeisterschaften
- Silbermedaille in der Alpinen Kombination in Innsbruck 1936
- Bronzemedaille im Abfahrtslauf in Mürren 1934
- Bronzemedaille in der Alpinen Kombination in Mürren 1934
- Bronzemedaille im Abfahrtslauf in Innsbruck 1936

### Siege in FIS-Wettbewerben
- Abfahrt beim März-Skirennen in Wengen 1933
- Viererkombination bei den französischen Skimeisterschaften 1934
- Grand Prix von Megève 1934
- Grand Prix von Megève 1936
- Kombination bei den Märzskirennen in Wengen 1937
- Sieben Siege am Lauberhorn von 1937 bis 1943 (2 × Abfahrt 1937, 1938; 3 × Kombination, 2 × Slalom)
- Vierkombination bei den französischen Meisterschaften 1938
- Viererkombination beim Wispillenrennen in Gstaad 1940
- Parsenn-Derby 1941

### Schweizer Meisterschaften
- 1933 Sieger in der Juniorenklasse in Abfahrt, Slalom und Alpiner Kombination
- 1937 bis 1942 insgesamt 9 × Schweizer Meister in Abfahrt (2), Viererkombination (3), Langlauf (4):
  - Schweizer Skimeister in der Viererkombination 1937, 1940 und 1941
  - Schweizer Meister in der Abfahrt 1937 und 1942
  - Schweizer Meister im Langlauf 1938, 1940, 1941 und 1942
- 5 Siege bei den Oberländischen Meisterschaften in der Viererkombination von 1934 bis 1940